# فرودگاه بین‌المللی چابهار-کنارک
فرودگاه بین‌المللی چابهار- کنارک (OIZC-ZBR) فرودگاهی در کنارک واقع در شهرستان کنارک است که به دلیل فاصلهٔ حدود ۴۰ کیلومتری با بندر راهبردی چابهار، رفت‌وآمد فراوانی در آن صورت می‌گیرد.
برخی کارشناسان در مورد موضوع ساخت فرودگاه جدید چابهار می گویند: فاصله فرودگاه کنونی چابهار-کنارک از مراکز مهم منطقه آزاد چابهار، ۴۰ کیلومتر و فاصله فرودگاه جدید چابهار جدید از شهر چابهار، ۲۵ کیلومتر است که در صورت ساخت فرودگاه جدید، سبب کاهش ۱۵ کیلومتری مسیر و کاهش زمان سفر ۱۰ دقیقه‌ای مسافران خواهد شد. که مقرون به صرفه نیست.
از جمله مشخصه‌های این فرودگاه تفکیک پایانه پروازهای نظامی و پروازهای داخلی و بین‌المللی می‌باشد. این فرودگاه دارای دو باند پروازی به طول ۱۲۴۱۹ و ۹۰۰۰ پا و به عرض ۱۴۸ پا می‌باشد؛ با این مشخصات امکان نشست و برخاست هواپیمای پهن‌پیکر از جمله ایرباس ۳۸۰ در آن وجود دارد.
مجوز ارائه خدمات فرودگاهی در فرودگاه کنارک-چابهار نیز بر اساس مصوبه کمیته هوانوردی توسط علی‌رضا جهانگیریان معاون وقت وزیر راه و شهرسازی و رئیس سازمان هواپیمایی کشوری به شرکت عقاب عسلویه واگذار شده‌است. بر اساس مصاحبه با مسئولان ارشد این شرکت بهره‌بردار تعداد کل پروازهای انجام شده تنها در اردیبهشت ماه سال ۱۳۹۶ در این فرودگاه بین‌المللی ۸۱ پرواز شامل ۹۵۴۹ مسافر ورودی و ۱۰۷۳۶ مسافر خروجی توسط ۵ شرکت هواپیمایی بوده‌است. اکنون باند پروازی این فرودگاه به منظور برگزاری پروازهای شب، تجهیز شده‌است. با هواپیمایی کیش ایر به شهر دبی پرواز مستقیم دارد.

## فرودگاه بین‌المللی کنارک-چابهار
هیأت وزیران در جلسه مورخ ۱۳۸۰.۰۳.۲۷ بنا به پیشنهاد شماره .۷۹۴۰م‌الف مورخ
۱۳۷۹.۱۰.۲۰ وزارت کشور و به استناد ماده (۴) قانون گذرنامه- مصوب ۱۳۵۱ - تصویب
نمود:
‌فرودگاه کنارک چابهار به عنوان مرز هوایی شناخته می‌شود و ورود به کشور و خروج از
آن با گذرنامه معتبر مجاز است.

## شرکت‌های هواپیمایی و مقاصد پروازی
| شرکت‌های هواپیمایی | مقصدهای پروازی          |
| ----------------- | ----------------------- |
| کاسپین            | تهران                   |
| ایران ایر         | تهران، زاهدان           |
| آسمان             | مشهد                    |
| زاگرس             | تهران، مشهد             |
| معراج             | تهران                   |
| تابان             | تهران                   |
| ایران ایر تور     | تهران                   |
| پارس ایر          | جهرم                    |
| پویا              | گرگان                   |
| وارش              | تهران، ساری             |
| فلای پرشیا        | شیراز                   |
| کیش ایر           | فرودگاه مسقط کشور عمان  |
| کیش ایر           | فرودگاه دبی کشور امارات |
| ایران ایر         | فرودگاه جده عربستان     |